# Rolf Zacher
Rolf Zacher (ur. 28 marca 1941 w Berlinie, zm. 3 lutego 2018 w Hamburgu) – niemiecki aktor teatralny i filmowy.

## Życiorys
Urodził się 28 marca 1941 w Berlinie. Od 1961 roku wystąpił w ponad 160 filmach i programach telewizyjnych. W 1971 roku w zagrał w filmie Jaider, der einsame Jäger, który znalazł się w programie 21. MFF w Berlinie. 
Zmarł 3 lutego 2018 w domu opieki w Hamburgu w wieku 76 lat.

## Wybrana filmografia
- 1971: Jaider, der einsame Jäger jako Baptist Meyer
- 1982: Czarodziejska góra (Der Zauberberg) jako Wehsal
- 1984: Angelo und Luzy jako Angelo
- 1988: Die Venusfalle jako dr Steiner
- 1992: Der Brocken jako Zwirner
- 1996: I magi randagi jako Gaspare
- 2004: Faceci jak my (Männer wie wir) jako Karl
- 2009: Lulu i Jimi (Lulu und Jimi) jako Daddy Cool
- 2010: Fryzjerka (Die Friseuse) jako Joe
- 2010: Żyd Süss - Wzlot i upadek (Jud Süss - Film ohne Gewissen) jako Erich Engel
- 2013: Źródła życia (Quellen des Lebens) jako Erwin